# Río Varradòs
El río Varradós (en aranés: arriu Varradòs) es un río que fluye por el Valle de Arán, afluente del río Garona.

## Curso
Nace en los lagos de los Estanhs dera Pincèla y Estanh des Trueites cerca del Pico del Tuc dera Pincèla (2546 m). Se va alimentando a lo largo de su trayecto de diversos afluentes como el río dera Pincèla, Barranc de Siesso o el Barranc de Guarbes, hasta su desembocadura en el Garona en el Pònt d'Arròs en el municipio Viella y Medio Arán.
En el río Varradòs a una altitud de 1600 m se encuentra el Sauth deth Pish, un salto de agua de más de 12 m situado dentro de un enclave natural de gran belleza.
Aparece descrito en el cuarto volumen del Diccionario geográfico-estadístico-histórico de España y sus posesiones de Ultramar de Pascual Madoz de la siguiente manera:

BARRADOS: r. en la prov. de Lérida, part. jud. de Viella en el valle de Aran; tiene su origen en la montaña llamada Artigüeles, térm. de Arrós y Vila confinante con el de Bagergue; su curso es perenne y de E. á O., recibiendo sucesivamente por su izq. las aguas del barranco de Serra escorjada: las del riach. des Termes y las del barranco Salíes; y por la der. el riach. Saseca con otras fuentecillas de poco caudal: tiene un puente para facilitar el paso hácia Vilamos, Arres y otros pueblos, y cuatro palancas ó puentecillos de maderos. llamadas de Resech, San Juan, Desús y la restante sin nombre especial cerca de su nacimiento, las cuales sirven para atravesar el r. por otros tantos puntos; cria muchas y esquisitas truchas, confluye en el Garona cerca del puente de Arrós.
(Madoz, 1846, p. 38)